# Joseph Peitzmeier
Joseph Peitzmeier (* 7. Juli 1897 in Lintel; † 11. Oktober 1978 in Rheda-Wiedenbrück) war ein deutscher römisch-katholischer Priester sowie Psychologe und Lehrer, der vor allem als Ornithologe hervorgetreten ist.

## Leben
Joseph Peitzmeier studierte Theologie und Biologie an der Theologisch-Philosophischen Hochschule in Paderborn sowie an der Westfälischen Wilhelms-Universität Münster und der Georg-August-Universität Göttingen. 1924 wurde er am Psychologischen Institut der Universität Münster mit einer Arbeit über die Tierpsychologie des Albertus Magnus promoviert.
Er erhielt die Priesterweihe in Paderborn und legte sein Staatsexamen für das Lehramt in Kassel ab.
Ab 1932 hatte er einen Lehrauftrag und ab 1945 wurde er außerplanmäßiger Professor an der Theologisch-Philosophischen Hochschule in Paderborn für Biologie und Anthropologie. Später wurde er Leiter des Sozialpädagogischen Seminars an der Frauenfachschule bis 1966.
Er war lange Zeit Lehrer für Biologie und Theologie am Hüffertgymnasium in Warburg.
Er war Mitbegründer der Vereinigung für wissenschaftliche Naturkunde und Naturschutz Egge-Weser, in deren Vorstand er war. 1969 gab er eine Avifauna Westfalens heraus, in die auch die 1962 von Kurt Preywisch veröffentlichte Avifauna des Kreises Höxter einbezogen wurde. Insgesamt schrieb er mehr als 200 ornithologische Veröffentlichungen.
Joseph Peitzmeier erhielt den Ehrentitel Prälat sowie 1970 das Bundesverdienstkreuz 1. Klasse.

## Schriften
- Die Misteldrossel im oberen Emsgebiet Abhandlung des Landesmuseums der Provinz Westfalen, Mus. f. Naturkunde, 9 (5) Münster 1938, S. 3–20.
- Kann abweichendes oekologisches Verhalten einer Vogelpopulation durch psychologische Faktoren erklärt werden? — Ornithologische Monatsberichte, 47 (6) 1939, S. 161–166.
- Die Bedeutung der oekologischen Beharrungstendenz für faunistische Untersuchungen. Journal für Ornithologie Nr. 90 (3–4), 1942, S. 311–322.
- Über die weitere Entwicklung der Parklandschaftspopulation der Misteldrossel in Nordwestdeutschland. — Orn. Forschungen Paderborn 1947, s.  31–36.
- Die Biologie der Misteldrossel (Turdus v. viscivorus L.) mit besonderer Berücksichtigung der Parklandschaftspopulation. Ibidem. 1947, S. 42–76.
- Zur Ausbreitung der Parklandschaftspopulation der Misteldrossel in Niedersachsen. — Beitr. Naturkde. Niedersachsens, 1  1949, S. 4–8.
- Über nichterbliche Verhaltensweisen bei Vögeln. In: Ornithologie als biologische Wissenschaft, Festschrift Stresemann, . — Heidelberg 1949, S. 204–210
- Zum ökologischen Verhalten der Misteldrossel(Turdus v. viscivorus L.) in Nordwesteuropa Zool. Beitr., 2, Bonn 1951, S. 217–224
- Zur neuesten Diskussion des nordwesteuropäischen Misteldrossel-Problems, Journal für Ornithologie Nr. 98 (2):1957 145–154.
- Avifauna, Westfalens Landesmuseum für Naturkunde, Münster 1969
- Empirische Anthropologie im Dienste der Seelsorge Arbeiten zur Pastoralpsychologie aus Anlass seines 80. Geburtstages am 7. Juli 1977 Hrsg. u. eingel. von Josef Schwermer, Salzkotten 1977